# Anagyrus adamsoni
Anagyrus adamsoni är en stekelart som beskrevs av Timberlake 1941. Anagyrus adamsoni ingår i släktet Anagyrus och familjen sköldlussteklar. Inga underarter finns listade i Catalogue of Life.